# سربریانکا (استان سوردلوفسک)
سربریانکا (انگلیسی: Serebryanka) یک رودخانه در استان سوردلوفسک کشور روسیه است.